# 史丹福艺术中心
史丹福藝術中心（英語：Stamford Arts Centre）位於新加坡市中心的滑鐵盧街，是一座藝術中心。該建築物曾先後作為新加坡日本人學校、顏永成學校、史丹福女子學校以及史丹福小學的校舍舊址。

## 歷史
該建築於1920年開設為新加坡日本人學校。1947年，顏永成學校曾暫時遷入該建築，直到1951年搬至安順路。
顏永成學校遷出後，史丹福女子學校於1955年在此成立。該校最初於1951年以單班制形式創立，擁有六名教師和三個班級，服務密驼路、滑鐵盧街、奎因街和實利基路一帶的兒童。校名由當時萊佛士女子學校的校長M. Hadley女士命名。然而，原計劃將史丹福女子學校設為萊佛士女子學校的姊妹學校的構想最終未能實現。搬入顏永成學校舊址後，該校轉為雙班制。1984年，學校與滑鐵盧小學合併，組成史丹福小學。小學於1986年1月遷至維多利亞街新址。
1988年，該建築在國家藝術理事會的藝術之家計劃下進行修復與翻新。首批入駐藝術機構包括：實踐表演藝術學校、Chuen-Lei Literature and Arts Association、大路剧社（英語：Singapore Broadway Playhouse）、李豪合唱團（英語：Lee Howe Choral Society）、星海艺术研究会（英語：Hsinghai Art Association）、Tamils Representative Council、印度文化协会（英語：Nrityalaya Aesthetics Society）以及Singapore Kairalee Kala Nilayam。然而，在1994年11月，當局宣布不再續約Chuen-Lei Literature and Arts Association，原因是其活動「不夠活躍，水準亦未達預期」。
2017年，該建築進行了價值700萬新元的翻新工程。翻新後的藝術中心聚焦於「傳統藝術」，並設有多用途禮堂、共用工作室、駐村藝術家空間，以及設於一樓的商店和飲食空間。因翻新工程，許多原有機構永久遷出，包括巴斯卡藝術學院及已更名為實踐劇場的實踐表演藝術學校，後者搬至滑鐵盧街54-58號的青年音樂家協會藝術中心（英語：Young Musicians' Society Arts Centre）。全面翻新與修復後的建築於2018年10月重新開幕，並推出了擴增實境導覽路線以及結合虛擬實境的戲曲舞台導覽。